# 32080 Sanashareef
32080 Sanashareef è un asteroide della fascia principale. Scoperto nel 2000, presenta un'orbita caratterizzata da un semiasse maggiore pari a 2,3026890 UA e da un'eccentricità di 0,1821300, inclinata di 3,77471° rispetto all'eclittica.